# Chimaera phantasma
Chimaera phantasma är en broskfiskart som beskrevs av Jordan och John Otterbein Snyder 1900. Chimaera phantasma ingår i släktet Chimaera och familjen havsmusfiskar. Inga underarter finns listade i Catalogue of Life.
Arten förekommer i västra Stilla havet och angränsande regioner från östra Ryssland och Japan till Filippinerna, Borneo och Malackahalvön. Den vistas i regioner mellan 20 och 960 meter under havsytan. Exemplaren blir upp till 110 cm långa. De blir vid en längd av 65 cm könsmogna. Honor lägger antagligen ägg.
Flera exemplar hamnar som bifångst i fiskenät. Enligt uppskattningar minskar hela populationen under de kommande 55 åren (räknad från 2019) med 30 till 49 procent. IUCN kategoriserar arten globalt som sårbar (VU).